# Nipponorthezia koreana
Nipponorthezia koreana är en insektsart som beskrevs av Konczné Benedicty och Kozár in Kozár 2004. Nipponorthezia koreana ingår i släktet Nipponorthezia och familjen vaxsköldlöss.
Artens utbredningsområde är Nordkorea. Inga underarter finns listade i Catalogue of Life.